# Třebotov (tvrz)
Tvrz v Třebotově (okres Praha-západ) je ukázkou pečlivě restaurované renesanční tvrze, která vděčí za svou záchranu nadšení předposledního soukromého majitele a snaze současného majitele zachovat a udržovat tvrz pro další generace. Je chráněna jako kulturní památka České republiky.

## Historie
Tvrz je poprvé zmiňována v  r. 1374. Často střídala majitele - byli to převážně bohatí pražští měšťané nebo příslušníci drobné šlechty. Počátkem 15. století byla Oldřichem Medkem z Valdeka přestavěna na vodní tvrz. Od 40. let 16. století do r. 1615 patřil Třebotov pražské rodině Hovorčovských, která byla povýšena do šlechtického stavu s přídomkem "z Kulivé hory".  Následnému majiteli, Janu staršímu Ledčanskému z Popic, byl Třebotov v r. 1622 konfiskován za účast ve stavovském povstání; konfiskát získal Václav z Fliessenbachu a od jeho vdovy ho r. 1630 koupil zbraslavský klášter. Po zrušení kláštera v r. 1785 sloužila tvrz jako fara. R. 1942 částečně vyhořela. V dalších letech byla využívána pro potřeby OÚNZ nebo jako sklad, od r. 1977 již byla opuštěná .V r. 2001 koupili tvrz od obce manželé Sedláčkovi a provedli kompletní rekonstrukci. V roce 2017 ji koupili manželé Suchých, kteří pokračují v poskytování privátního ubytování a pořádání společenských akcí. 

## Popis
Tvrz je v jádru renesanční, ale některé stavební prvky pocházejí ještě z gotického období nebo naopak z barokních úprav. Charakteristické je čtvercové uspořádání s arkádami okolo vnitřního nádvoří. Hodinová věž s cibulovou bání nad hlavním vchodem byla koncem 19. století odstraněna, čímž se stavbě vrátil pevnostní charakter. Rekonstrukce v letech 2001-2003 byla provedena citlivě, se zachováním všech historicky cenných detailů. K objektu tvrze přiléhá rozsáhlá zahrada, celek obklopuje ohradní zeď. Restaurované interiéry byly zčásti zařízeny historickým mobiliářem. Obnovena a znovu vysvěcena byla i kaple sv. Jana Nepomuckého. Celek doplňují dvě barokní sochy před vstupem, další sochy se nacházejí v nově upravené zahradě.

## Současnost
Po velké rekonstrukci se tvrz stala luxusním ubytovacím zařízením - slouží zejména pro pořádání svateb, školení a rodinných oslav.